# 语文
语文，是中文语境中一个多义的合成词，包括语和文，「语」指代语言，而「文」则有多种解释，不同情况下指代文学、文字或者文化等等。比如1949年后中国大陆中小学的语文课指代的就是语言文学。日常生活中，語文兩字並無嚴格指口頭語及書面語而混用之，如英語和英文、日语和日文。

## 学科名
清末1904年颁布《奏定学堂章程》，设国文科。
中華民國的國語、國文課名出自於五四运动前后，小学设国语课，教材为白话文，中学设国文课，當時教材为以文言为主，新文学作品为辅。
1949年中華人民共和國成立后，将中国大陆的国语和国文課名统称为语文，是学校裡的一种主要科目，常指代漢語言文學，以白話文為主，輔以文言文，隨著年級增加文言文比例逐漸提高。一般漢民族語文科目在中小学通常只称为语文，在大学则常常不简称而只使用全稱漢語言文學。少数民族学习的科目则分别为对应民族语文（例如藏语文、蒙语文、维语文、朝语文等等）以及单独的汉语文科目，少数民族的汉语文科目也通常比汉族学习的内容更简单、考试难度更低。
“语文”作为学科名最早由叶圣陶和夏丏尊于1949年提出，既作为学科名，也作为教材名，受到教育界认同。1950年，中国国家出版总署编审局出版了首套语文教材，中華人民共和國从此废除“国文”、“国语”等名称。